# والتر أوبراين
والتر أوبراين (بالإنجليزية: Walter O'Brien)‏ هو كبير الإداريين التنفيذيين أيرلندي، ولد في 24 فبراير 1975 في مقاطعة وكسفورد في جمهورية أيرلندا.

## وصلات خارجية
- الموقع الرسمي
- والتر أوبراين على موقع IMDb (الإنجليزية)